# Alessandro Sanguinetti

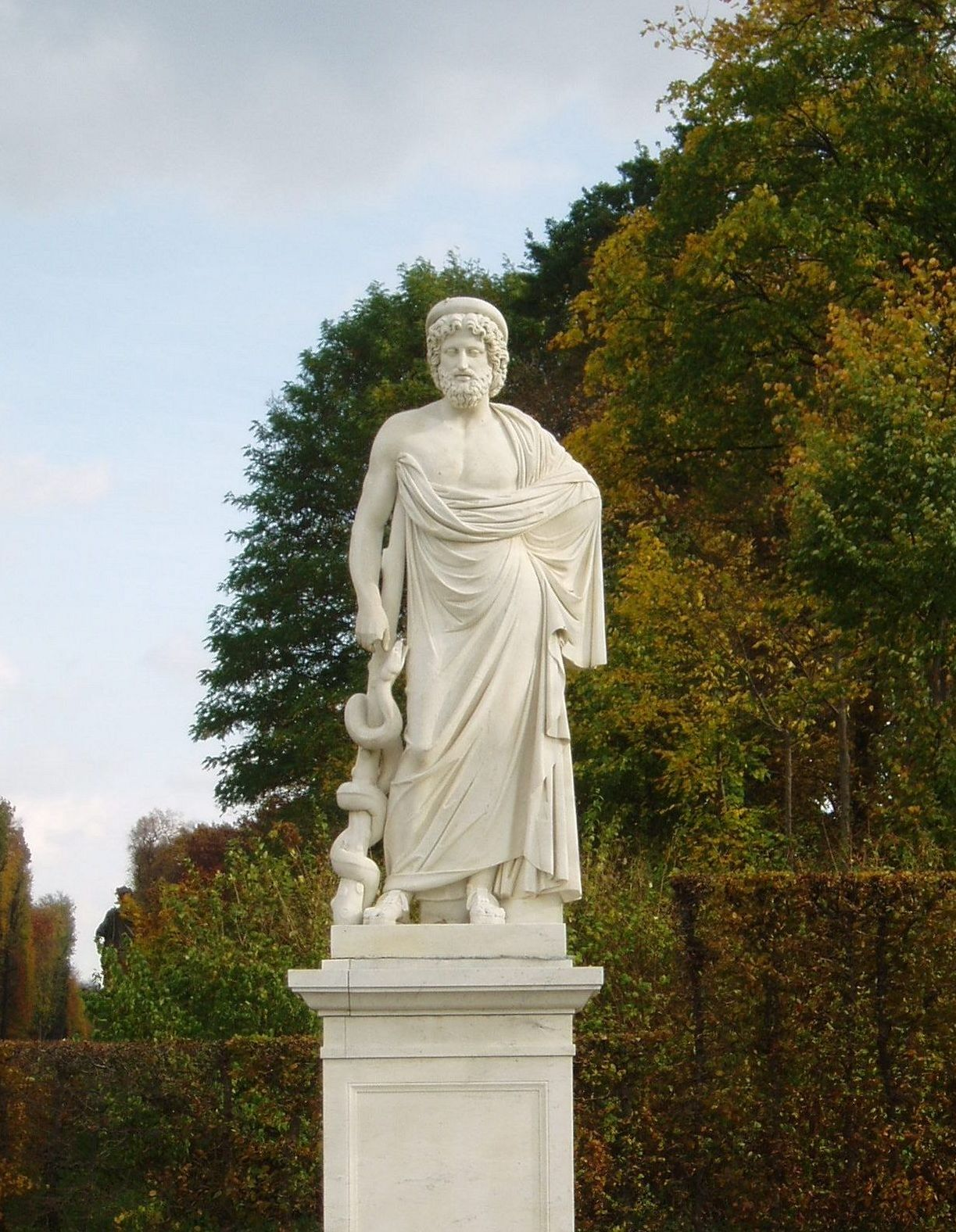
Äskulap mit Schlangenstab.

Alessandro Sanguinetti (* 1816 in Carrara, Italien) war ein italienischer Bildhauer.
Alessandro Sanguinetti war Bruder des Francesco Sanguinetti, der seit 1818 ein Lieblingsschüler von Christian Daniel Rauch in Berlin war, nachdem er zuvor bei seinem Vater Gaetano Sanguinetti (1781–1842) gelernt hatte.
Alessandro Sanguinetti war 1832–34 ebenfalls Schüler bei Rauch in Berlin. Ab 1835 arbeitete er in Florenz. 1846 fertigte er eine Marmorbüste des Lübecker Kaufmanns Johann Daniel Jacobj, die aus einem Nachlass aus dessen Familie an das Museum Behnhaus gelangte.